# Henry Thomas (pugile)
Albert Henry Thomas, detto Harry (Birmingham, 1º luglio 1888 – New York, 13 gennaio 1963), è stato un pugile britannico.
Ha vinto la medaglia d'oro olimpica nel pugilato alle Olimpiadi 1908 svoltesi a Londra, in particolare nella categoria pesi gallo.